# Andrei de Brienne
Andrei de Brienne (n. cca. 1135 – d. 4 octombrie 1189, Acra), a fost un nobil francez, senior de Ramerupt, participant la Cruciada a treia.

## Viața
Andrei era fiul lui Valter al II-lea, conte de Brienne cu cea de a doua sa soție. Identitatea mamei sale este chestiune aflată sub dezbatere. Unii o consideră ca fiind Humbelina, văduva lui Anseric de Chacenay, iar alții o acreditează pe fiica lui Ioan de Soissons și a soției acestuia, Avelina de Pierrefonds.
Andrei a fost frate cu Erard al II-lea, conte de Brienne.
El a sosit în Țara Sfântă la 28 august 1189, pentru a participa la asediul Acrei alături de primele trupe franceze debarcate, pe care le-a condus alături de Iacob d'Avesnes, Henric I de Bar și Filip de Dreux. La 4 octombrie al aceluia an, sultanul ayyubizilor Saladin a lansat un nou atac împotriva trupelor cruciate care asediau orașul. Bătălia a părut că va fi câștigată în scurt timp de către cruciați, însă odată avută victoria au izbucnit dispute în interiorul taberei cruciate, iar unii dintre participanți au început să fugă. Andrei, aflat la comanda ariergardei, a căutat să îi oprească pe dezertori și să îi trimită înapoi la luptă, însă a fost doborât de pe cal. Acoperit de lovituri, strigătele sale de disperare nu i-au mișcat pe companionii de luptă, nici chiar pe fratele lui, contele Erard. În urma loviturilor primite, Andrei a murit. 7.000 de alți cruciați au fost uciși în bătălie, inclusiv Gerard de Ridefort, mare maestru al templierilor.

## Căsătorie și urmași
În jur de 1167, Andrei s-a căsătorit cu Adelaide de Trainel-Venisy (fiica lui Anseau de Vénisy), având cu aceasta cinci copii:
- Valter (ucis în 1219).
- Érard de Brienne (n. cca. 1170–d. 1245), senior de Ramerupt și de Vénisy.
- Elisabeta, căsătorită cu Milon senior de Pougy.
- Agnes, căsătorită în jur de 1211 cu Miles al IV-lea, senior de Noyers.
- Ada